# Ásványráró
Ásványráró is een plaats (község) en gemeente in het Hongaarse comitaat Győr-Moson-Sopron. Ásványráró telt 1952 inwoners (2007).